# Јесења изложба УЛУС-а (2018)
Јесења изложба УЛУС-а (2018) одржала се у периоду од 1. до 19. новембра 2018. године, у галеријском простору Удружења ликовних уметника Србије, односно у Уметничком павиљону "Цвијета Зузорић". Уредник каталога и кустос изложбе била је Оливера Вукотић.

## Излагачи
1. Тони Аничин
2. Милица Антонијевић
3. Момчило Антоновић
4. Бошко Атанацковић
5. Наташа Будимлија
6. Габријела Булатовић
7. Предраг Вукићевић
8. Владимир Величковић
9. Алина Гадомски Тодоровић
10. Невена Вуксановић
11. Мила Гвардиол
12. Јелена Марта Глишић
13. Ненад Глишић
14. Санда Грлић
15. Марион Дедић
16. Сретко Дивљан
17. Наташа Дејановић Димитријевић
18. Бранко Димић
19. Ивана Драгутиновић Соколовски
20. Миодраг Драгутиновић
21. Миљана Драшковић
22. Маја Ђокић Михајловић
23. Мате Ђорђевић
24. Милош Ђорђевић
25. Предраг Ђукић
26. Урош Ђурић
27. Милица Жарковић
28. Тамара Ждерић
29. Славко Живановић
30. Драган Здравковић
31. Татјана Илић
32. Сандра Јаковљевић
33. Зорана Јанковић
34. Драган Јевдић
35. Драгана Јокић
36. Бранимир Карановић
37. Сава Кнежевић
38. Славенка Томић Ковачевић
39. Мито Коматина
40. Тијана Којић
41. Владислава Крстић
42. Зоран Кричка
43. Мирјана Крстевска
44. Славко Крунић
45. Бранка Кузмановић
46. Мирослав Лазовић
47. Стеван Лутовац
48. Ранка Лучић Јанковић
49. Павле Максимовић
50. Владан Љубинковић
51. Радивоје Марковић
52. Љиљана Мартиновић
53. Весна Моравић Балкански
54. Гриша Масникоса
55. Наталија Миладиновић
56. Владимир Милановић
57. Влада Милинковић
58. Здравко Милинковић
59. Милош Милићевић
60. Душан Миљуш
61. Ана Милосављевић
62. Биљана Миленковић
63. Ненад Михаиловић
64. Давид Млађовић
65. Даниела Морариу
66. Доминика Морариу
67. Павле Насковић
68. Катарина Недељковић
69. Татјана Николајевић Веселинов
70. Марија Николић
71. Душан Новаковић
72. Владо Њаради
73. Ђорђе Одановић
74. Бојан Оташевић
75. Магдалена Павловић
76. Маша Пауновић
77. Владимир Перић
78. Раде Пилиповић
79. Милош Пешкир
80. Предраг Попара
81. Ивана Прлинчевић
82. Симонида Радоњић
83. Никола Радосављевић
84. Наташа Рајковић
85. Милан Рамаји
86. Балша Рајчевић
87. Миодраг Ристић
88. Михаило Ристић
89. Драгана Скорић Тодоровић
90. Горан Симјановски
91. Сања Сремац
92. Милорад Стајчић
93. Ивана Станковић
94. Милан Станисављевић
95. Ивана Станисављевић Негић
96. Милан Сташевић
97. Милорад Степанов
98. Сузана Стојадиновић
99. Добри Стојановић
100. Љиљана Стојановић
101. Милорад Тепавац
102. Даница Тешић
103. Александар Тодић
104. Томислав Тодоровић
105. Мирјана Томашевић
106. Јелена Трајковић
107. Ивана Флегар
108. Тамара Цветић Черне
109. Ана Церовић
110. Горан Чпајак
111. Јелена Шалинић Терзић